# 指导心智的规则
《指导心灵的规则》（拉丁語：Regulae ad directionem ingenii），是由勒内·笛卡尔在1628年之前开始动笔写的关于科学或哲学方法的一个专题，但最后未写完。这一纲领对他日后的数学、科学和哲学贡献有重大影响。共计36条原则，他实际只写了21条。笛卡尔逝世后1684年以荷兰语出版，拉丁文版则在1701年出版。
前12条原则（rule）涉及到他倡导的科学方法。分析家认为这是他日后那些原则的初版。

## 链接
- 维基文库中的相關文獻：《指导心灵的原则》英文版